# Csaba (mythologie magyare)
Pour les articles homonymes, voir Csaba.

Csaba et ses guerriers sur la voie lactée par le peintre hongrois Bertalan Székely (1895).

Csaba ([ˈt͡ʃɒbɒ]) ou Chaba est un héros légendaire de la mythologie magyare, fondateur des Sicules.
Les Hongrois considèrent les Huns comme leurs ancêtres. Dans la chronique médiévale Gesta Hunnorum et Hungarorum de Simon de Kéza, Csaba est le fils d'Attila (considéré comme un « roi idéal ») et de la fille de l'empereur grec. Après la mort d'Attila, Csaba rentre en Scythie en laissant en Pannonie 3 000 hommes, les premiers Sicules, habitants hongrois de la Transylvanie. 
Il est aussi considéré comme le fondateur du clan des Aba.
Le folklore sicule comporte plusieurs légendes autour de lui, il identifie Csaba et ses guerriers à la voie lactée, comme dans la peinture de Bertalan Székely en 1895. En 1921, l'hymne national sicule, Székely Himnusz en hongrois, écrit par Kálmán Mihalik et dont la musique a été composée par György Csanády, implore Csaba de conduire le peuple à la victoire « sur un chemin d'étoiles » (en hongrois : csillagösvényen). 
Au XIXe siècle, en pleine montée du nationalisme et du romantisme, plusieurs romans hongrois ont pour personnage Csaba.